# Helen Zilleová
Otta Helene "Helen" Zilleová (9. březen 1951 Johannesburg) je současná jihoafrická politička, současná premiérka provincie Západní Kapsko (od roku 2009), člen parlamentu Zapádního Kapska, bývalá předsedkyně hlavní opoziční strany Demokratické aliance (DA) a bývalá starostka Kapského Města
Zilleová je bývalá novinářka a aktivistka proti apartheidu, byla jedním z novinářů, kteří podali pravdivé informace o smrti lídra hnutí Black Consciousness Steva Biko. V té době (druhá polovina 70. léta) psala pro deník Rand Daily Mail.  Spolupracovala také s hnutím Black Sash a dalšími pro-demokratickými skupinami během 80. let. Na politické scéně se Zilleová objevila ve všech třech hlavních pozicích provinční vlády – Výkonná rada Západního Kapska (1999–2004), člen parlamentu (2004–2006) a premiérka Západního Kapska (2009–současnost).
Zilleová v roce 2008 získala ocenění World Mayor of the Year – z 820 kandidátů. Byla také vybrána jako Mediálně sledovaná osoba roku 2006 Národním novinářským klubem v červnu 2007; jedna z 24 finalistů South African Woman of the Year Award. Zilleová mluví plynně anglicky, afrikánsky, jazykem Xhosa a velmi dobře německy (jazyk rodičů).